# Sociedade Internacional de Biocuradoria
A Sociedade Internacional de Biocuradoria, do inglês International Society for Biocuration (ISB),  é uma sociedade científica fundada no ano de  2008. A sociedade, uma organização sem fins lucrativos, promove o campo da biocuradoria e oferece um fórum para troca de informações por meio de reuniões e workshops.
A revista DATABASE é a revista oficial da sociedade e publica os anais das conferências da sociedade desde 2009.